# پیکانت را دنبال کن
«پیکانت را دنبال کن» تک‌آهنگی از کیسی ماسگریوز است که در ۲۱ اکتبر ۲۰۱۳ منتشر شد.